# Steve Kerr
Stephen Douglas Kerr (Bejrút, 1965. szeptember 27. –) hivatásos amerikai kosárlabdázó. Jelenleg a Golden State Warriors vezetőedzője (2014–). Kilencszeres NBA-bajnok, ötször játékosként (háromszor a Chicago Bulls, és kétszer a San Antonio Spurs színeiben), négyszer edzőként (Golden State Warriors) sikerült győzelmet aratnia. Kerr az egyetlen NBA-játékos, aki sorozatban 4-szer nyert 1969 óta.

## Pályafutása

### Phoenix Suns (1988–1989)
Kerr-t az 1988-as NBA Draft 2. körében választotta ki a Phoenix Suns csapata.

### Cleveland Cavaliers (1989–1992)
1989-ben a Cleveland Cavaliers csapatához cserélték. Három szezont töltött el a csapatnál (1989–1992).

### Orlando Magic (1992–1993)
Kerr az 1992–93-as szezon egy részében az Orlando Magic csapatában játszott.

### Chicago Bulls (1993–1999)
1993-ban Kerr aláírt a Chicago Bullshoz. A Bulls bejutott a rájátszása az 1993–94 és 1994–95-ös szezonokban, de Michael Jordan nélkül nem tudtak a döntőig menetelni. Azonban Michael Jordan visszatért, és az 1995–96 szezonban a Bulls egy új NBA rekordot állított fel 72–10 alapszakasz győzelem/vereség arányukkal. A döntőben legyőzték a Gary Paytonnal, és Shawn Kemppel felálló Seattle SuperSonicsot, ezáltal ők lettek a bajnokok.
Kerr fontos szerepet játszott az 1997-es NBA-döntőben a Utah Jazz ellen. Az utolsó 6 másodpercben egyenlő állásnál (86) Michael Jordan passzából győztes kosarat szerzett. A Bulls megnyerte a csapat ötödik bajnoki címét. Kerr ebben az évben a hárompontos versenyen is győzelmet aratott.
Az 1998-as NBA döntőben ismét a Karl Malone-nal, és John Stocktonnal felálló Utah Jazz ellen játszottak. A Bullsnak elég volt 6 mérkőzés a győzelemhez.

### San Antonio Spurs (1999–2001)
1999-ben egy sign-and-trade keretein belül Kerr a San Antonio Spurs csapatához került egy első körös draft cetliért és Chuck Personért cserébe. A Spurs bejutott a döntőbe, és megnyerték a csapat első bajnoki címét 4-1 arányban a New York Knickset legyőzve. Kerr ezzel a második játékos (Frank Saul sorozatban négyszer nyert a Rochester és a Minneapolis csapatával 1951 és 1954 között), aki sorozatban négyszer nyert anélkül, hogy a legendás 1960-as bostoni dinasztia részese lett volna.

### Portland Trail Blazers (2001–2002)
Kerrt a Spurs Derek Andersonnal egyetemben a Portland Trail Blazers csapatához cserélte Steve Smith-ért. A 2001–02 szezont a Trail Blazers színeiben játszotta, 65 mérkőzésen lépett pályára.

### Visszatérés San Antonióba (2002–2003)
Kerrt 2002. augusztus 2-án a Portland Trail Blazers visszaküldte a Spurs csapatába Erick Barkley, és egy 2003-as 2. körös draft cetli mellett. A Trail Blazers Charles Smith-t, Amal McCaskillt, és Antonio Danielst kapta a draft cetliért és a két játékosért. Kerr majdnem minden mérkőzésen pályára lépett (75) az utolsó szezonjában. A 2003-as Nyugati Főcsoportdöntő során Kerr négy hárompontost dobott be a második félidő során, ezzel győzelemhez segítve csapatát a Dallas Mavericks ellen. A Spurs megnyerte az NBA-döntőt a New Jersey Nets ellen 4-2-es arányban.

### Visszavonulás
Kerr a 2003-as győzelem után bejelentette a visszavonulását. A karrierje során 910 alapszakasz mérkőzésen lépett pályára az NBA-ben. A liga legjobb hárompontos dobásátlagával rendelkezik (45,4%), és ő tartja az egy szezonban elért legmagasabb hárompontos dobásátlagot is (52,4%). Kerr fontos szerepet játszott csapataiban, öt bajnokságot nyert játékosként.

## Statisztikák
A Basketball Reference adatai alapján.

### Játékosként

#### NBA

##### Alapszakasz
| Év       | Csapat                 | JM  | KM | JP/M | MG%  | 3P%   | BD%   | LP/M | GP/M | L/M | B/M | P/M |
| -------- | ---------------------- | --- | -- | ---- | ---- | ----- | ----- | ---- | ---- | --- | --- | --- |
| 1988–89  | Phoenix Suns           | 26  | 0  | 6.0  | .435 | .471  | .667  | .7   | .9   | .3  | .0  | 2.1 |
| 1989–90  | Cleveland Cavaliers    | 78  | 5  | 21.3 | .444 | .507* | .863  | 1.3  | 3.2  | .6  | .1  | 6.7 |
| 1990–91  | Cleveland Cavaliers    | 57  | 4  | 15.9 | .444 | .452  | .849  | .6   | 2.3  | .5  | .1  | 4.8 |
| 1991–92  | Cleveland Cavaliers    | 48  | 20 | 17.6 | .511 | .432  | .833  | 1.6  | 2.3  | .6  | .2  | 6.6 |
| 1992–93  | Cleveland Cavaliers    | 5   | 0  | 8.2  | .500 | .000  | 1.000 | 1.4  | 2.2  | .4  | .0  | 2.4 |
| 1992–93  | Orlando Magic          | 47  | 0  | 9.4  | .429 | .250  | .909  | .8   | 1.3  | .2  | .0  | 2.6 |
| 1993–94  | Chicago Bulls          | 82  | 0  | 24.8 | .497 | .419  | .856  | 1.6  | 2.6  | .9  | .0  | 8.6 |
| 1994–95  | Chicago Bulls          | 82  | 0  | 22.4 | .527 | .524* | .778  | 1.5  | 1.8  | .5  | .0  | 8.2 |
| 1995–96  | Chicago Bulls          | 82  | 0  | 23.4 | .506 | .515  | .929  | 1.3  | 2.3  | .8  | .0  | 8.4 |
| 1996–97  | Chicago Bulls          | 82  | 0  | 22.7 | .533 | .464  | .806  | 1.6  | 2.1  | .8  | .0  | 8.1 |
| 1997–98  | Chicago Bulls          | 50  | 0  | 22.4 | .454 | .438  | .918  | 1.5  | 1.9  | .5  | .1  | 7.5 |
| 1998–99  | San Antonio Spurs      | 44  | 0  | 16.7 | .391 | .313  | .886  | 1.0  | 1.1  | .5  | .1  | 4.4 |
| 1999–00  | San Antonio Spurs      | 32  | 0  | 8.4  | .432 | .516  | .818  | .6   | .4   | .1  | .0  | 2.8 |
| 2000–01  | San Antonio Spurs      | 55  | 1  | 11.8 | .421 | .429  | .933  | .6   | 1.0  | .3  | .0  | 3.3 |
| 2001–02  | Portland Trail Blazers | 65  | 0  | 11.9 | .470 | .394  | .975  | .9   | 1.0  | .2  | .0  | 4.1 |
| 2002–03  | San Antonio Spurs      | 75  | 0  | 12.7 | .430 | .395  | .882  | .8   | .9   | .4  | .0  | 4.0 |
| Összesen | Összesen               | 910 | 30 | 17.8 | .479 | .454  | .864  | 1.2  | 1.8  | .5  | .1  | 6.0 |

##### Rájátszás
| Év       | Csapat                 | JM  | KM | JP/M | MG%  | 3P%  | BD%   | LP/M | GP/M | L/M | B/M | P/M |
| -------- | ---------------------- | --- | -- | ---- | ---- | ---- | ----- | ---- | ---- | --- | --- | --- |
| 1990     | Cleveland Cavaliers    | 5   | 0  | 14.6 | .286 | .000 | —     | 1.2  | 2.0  | .8  | .0  | 1.6 |
| 1992     | Cleveland Cavaliers    | 12  | 3  | 12.4 | .439 | .273 | 1.000 | .5   | .8   | .4  | .0  | 3.7 |
| 1994     | Chicago Bulls          | 10  | 0  | 18.6 | .361 | .375 | 1.000 | 1.4  | 1.0  | .7  | .0  | 3.5 |
| 1995     | Chicago Bulls          | 10  | 0  | 19.3 | .475 | .421 | 1.000 | .6   | 1.5  | .1  | .0  | 5.1 |
| 1996     | Chicago Bulls          | 18  | 0  | 19.8 | .448 | .321 | .871  | 1.0  | 1.7  | .8  | .0  | 6.1 |
| 1997     | Chicago Bulls          | 19  | 0  | 17.9 | .429 | .381 | .929  | .9   | 1.1  | .9  | .1  | 5.1 |
| 1998     | Chicago Bulls          | 21  | 0  | 19.8 | .434 | .463 | .818  | .8   | 1.7  | .3  | .0  | 4.9 |
| 1999     | San Antonio Spurs      | 11  | 0  | 8.8  | .267 | .231 | .833  | .8   | .7   | .2  | .0  | 2.2 |
| 2001     | San Antonio Spurs      | 9   | 0  | 11.2 | .480 | .333 | .500  | 1.0  | .7   | .4  | .1  | 3.3 |
| 2002     | Portland Trail Blazers | 3   | 0  | 13.0 | .429 | .250 | 1.000 | 1.3  | 1.7  | .3  | .0  | 6.3 |
| 2003     | San Antonio Spurs      | 10  | 0  | 4.6  | .636 | .833 | .750  | .3   | .6   | .1  | .0  | 2.2 |
| Összesen | Összesen               | 128 | 3  | 15.6 | .426 | .370 | .876  | .9   | 1.2  | .5  | .0  | 4.3 |

#### Főiskola
| Év       | Csapat           | JM                      | KM                      | JP/M                    | MG%                     | 3P%                     | BD%                     | LP/M                    | GP/M                    | L/M                     | B/M                     | P/M                     |
| -------- | ---------------- | ----------------------- | ----------------------- | ----------------------- | ----------------------- | ----------------------- | ----------------------- | ----------------------- | ----------------------- | ----------------------- | ----------------------- | ----------------------- |
| 1983–84  | Arizona Wildcats | 28                      | —                       | 22.6                    | .516                    | —                       | .692                    | 1.2                     | 1.3                     | 0.3                     | 0.0                     | 7.1                     |
| 1984–85  | Arizona Wildcats | 31                      | —                       | 33.4                    | .568                    | —                       | .803                    | 2.4                     | 4.0                     | 0.6                     | 0.1                     | 10.0                    |
| 1985–86  | Arizona Wildcats | 32                      | —                       | 38.4                    | .540                    | —                       | .899                    | 3.2                     | 4.2                     | 1.6                     | 0.0                     | 14.4                    |
| 1986–87  | Arizona Wildcats | Vörösmezes—Nem játszott | Vörösmezes—Nem játszott | Vörösmezes—Nem játszott | Vörösmezes—Nem játszott | Vörösmezes—Nem játszott | Vörösmezes—Nem játszott | Vörösmezes—Nem játszott | Vörösmezes—Nem játszott | Vörösmezes—Nem játszott | Vörösmezes—Nem játszott | Vörösmezes—Nem játszott |
| 1987–88  | Arizona Wildcats | 38                      | —                       | 32.6                    | .559                    | .573                    | .824                    | 2.0                     | 3.9                     | 1.2                     | 0.1                     | 12.6                    |
| Összesen | Összesen         | 129                     | —                       | 32.1                    | .548                    | .573                    | .815                    | 2.2                     | 3.4                     | 1.0                     | 0.1                     | 11.2                    |

### Edzőként
| Csapat                | Év      | Alapszakasz | Alapszakasz | Alapszakasz | Alapszakasz | Alapszakasz                         | Rájátszás | Rájátszás | Rájátszás | Rájátszás | Rájátszás                |
| Csapat                | Év      | M           | Gy          | V           | Gy–V%       | Helyezés                            | M         | Gy        | V         | Gy–V%     | Eredmény                 |
| --------------------- | ------- | ----------- | ----------- | ----------- | ----------- | ----------------------------------- | --------- | --------- | --------- | --------- | ------------------------ |
| Golden State Warriors | 2014–15 | 82          | 67          | 15          | .817        | Csendes-óceáni csoport 1. helyezett | 21        | 16        | 5         | .762      | NBA-győztes              |
| Golden State Warriors | 2015–16 | 82          | 73          | 9           | .890        | Csendes-óceáni csoport 1. helyezett | 24        | 15        | 9         | .625      | Kikapott a döntőben      |
| Golden State Warriors | 2016–17 | 82          | 67          | 15          | .817        | Csendes-óceáni csoport 1. helyezett | 17        | 16        | 1         | .941      | NBA-győztes              |
| Golden State Warriors | 2017–18 | 82          | 58          | 24          | .707        | Csendes-óceáni csoport 1. helyezett | 21        | 16        | 5         | .762      | NBA-győztes              |
| Golden State Warriors | 2018–19 | 82          | 57          | 25          | .695        | Csendes-óceáni csoport 1. helyezett | 22        | 14        | 8         | .636      | Kikapott a döntőben      |
| Golden State Warriors | 2019–20 | 65          | 15          | 50          | .231        | Csendes-óceáni csoport 5. helyezett | —         | —         | —         | —         | Nem jutott a rájátszásba |
| Golden State Warriors | 2020–21 | 72          | 39          | 33          | .542        | Csendes-óceáni csoport 4. helyezett | —         | —         | —         | —         | Nem jutott a rájátszásba |
| Golden State Warriors | 2021–22 | 82          | 53          | 29          | .646        | Csendes-óceáni csoport 2. helyezett | 22        | 16        | 6         | .727      | NBA-győztes              |
| Karrier               | Karrier | 629         | 429         | 200         | .682        |                                     | 127       | 93        | 34        | .742      |                          |

## Fordítás
- Ez a szócikk részben vagy egészben  a   Steve Kerr című angol Wikipédia-szócikk ezen változatának fordításán alapul.  Az eredeti cikk szerkesztőit annak laptörténete sorolja fel. Ez a jelzés csupán a megfogalmazás eredetét és a szerzői jogokat jelzi, nem szolgál a cikkben szereplő információk forrásmegjelöléseként.